# English Electric Kingston
El English Electric P.5 Kingston fue un hidrocanoa biplano británico construido por English Electric. Cuando en 1918 se formó la English Electric Company a partir de varias empresas, la Phoenix Dynamo Manufacturing Company trajo consigo los dos prototipos de hidrocanoas de reconocimiento Phoenix P.5 Cork. Rediseñado, el Cork reapareció como el English Electric P.5 Kingston, con un encargo de producción de cinco aviones.

## Diseño y desarrollo

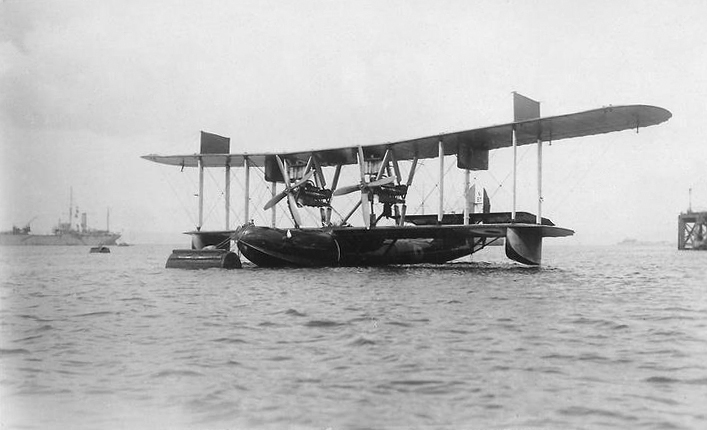
Phoenix P.5 Cork MII (N.87) con casco de Linton Hope.

En 1922, W.O. Manning dirigió a un equipo de diseñadores para producir un hidrocanoa de patrulla costera y antisubmarino que cubriera la Especificación 23/23 del Ministerio del Aire. Basaron el diseño en el Cork y el avión resultante parecía similar, pero el casco fue diseñado según los últimos estándares. El Kingston también tenía flotadores en las puntas de las alas rediseñados, alerones de las alas superiores extendidos y un empenaje y timón más grandes que el Cork.
En enero de 1923, el Ministerio del Aire contrató a English Electric para construir un prototipo, el nuevo diseño se construyó en Preston y luego se trasladó por carretera a Lytham para realizar pruebas de vuelo. Tras una inspección realizada por el Ministerio el 12 de mayo de 1924, el prototipo, matriculado N168, fue lanzado al estuario del Ribble el 22 de mayo y, después de veinte minutos de pruebas en el agua, fue llevado al estuario para realizar su primer vuelo. En el momento del despegue, el N168 se detuvo repentinamente "en medio de una nube de rocío" y luego comenzó a hundirse. La tripulación había salido despedida y el avión flotaba con las alas en la superficie. Mientras la tripulación era rescatada, la aeronave se alejó flotando y fue recuperada por un remolcador que encalló el N168. Se reparó el hidroavión, se bombeó el agua y al anochecer se lo puso a flote con un remolcador. Mientras era remolcado por el remolcador, la fuerte corriente azotó el muelle y tuvo que ser varado nuevamente, siendo recuperado hasta la grada de la empresa al día siguiente. La investigación concluyó que el hidroavión había chocado contra algunos restos flotantes.
A pesar del accidente, el Ministerio del Aire encargó cuatro hidroaviones más, que fueron designados Kingston Mk. I. El primer Kingston I, N9709, estuvo listo unos meses más tarde; sólo se realizaron pequeños cambios con respecto al prototipo, incluida un larguero ligeramente más grande y hélices bipala. El hidroavión fue entregado por ferrocarril al Marine Aircraft Experimental Establishment en Felixstowe en noviembre de 1924 para realizar las pruebas de aceptación. Aunque el hidroavión cumplía los requisitos de tipo y manejo en el aire, no cumplía los requisitos de navegabilidad de los Ministerios. Se realizaron modificaciones al N9709 para instalar mejoras, incluyendo hélices de cuatro palas. El 25 de mayo de 1925, justo después de despegar, los motores se soltaron de sus soportes y la estructura del ala falló, provocando grietas en el casco, el avión quedó a flote y la tripulación escapó ilesa.
El segundo Kingston I, N9710, voló por primera vez el 13 de noviembre de 1925 en Lytham y fue trasladado a RAF Calshot para realizar pruebas de servicio, junto con el tercer hidroavión, N9711. El cuarto hidroavión, N9712, fue desguazado y el casco se trasladó al RAE Farnborough para poder realizar pruebas.
Este cuarto avión resurgió como el N9712 en Lytham con un nuevo casco de duraluminio y se convirtió en el único Kingston II. Probado en vuelo en Felixstowe, no se desempeñó bien; en 1930, el casco metálico se utilizó para realizar pruebas en Farnborough.
El último avión que se construyó, el N9713, tenía un casco completamente rediseñado, pero volvió a ser de madera y fue conocido como Kingston III. Aunque tuvo más éxito que los demás, el Marine Aircraft Experimental Establishment retuvo el Kingston III para realizar trabajos experimentales y, a veces, como transporte para tripulaciones. Se pretendía producir una variante con casco metálico del Kingston III, pero el día en que el mismo partió de Lytham hacia Felixstowe en 1926, la empresa cerró su departamento de aviones. Después de algunos trabajos subcontratados en la época de la guerra, el departamento de aeronaves no se formó de nuevo hasta 1944.

## Variantes
P.5 Kingston
Prototipo de hidrocanoa, uno construido.
Kingston I
Versión de serie con ligeros cambios, 4 construidos.
Kingston II
Kingston I con casco de duraluminio, uno modificado.
Kingston III
Versión con casco rediseñado de madera, uno construido.

## Especificaciones (Kingston I)

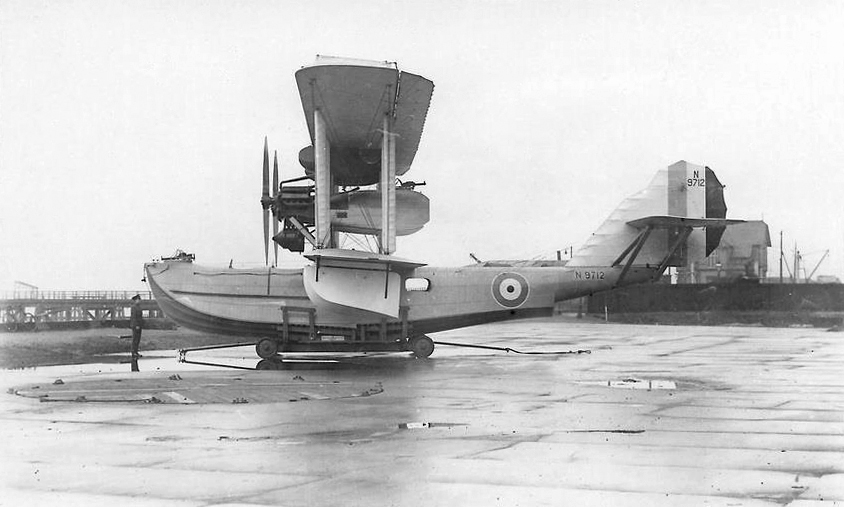
Kingston II (N.9712), en Felixstowe. Las "cofas de combate" estaban localizadas en la parte trasera de las góndolas motoras.

Referencia datos: British Flying Boats.

### Características generales
- Tripulación: Seis (piloto, un observador, tres artilleros y un ingeniero)
- Longitud: 16,1 m (52,8 ft)
- Envergadura: 26,1 m (85,5 ft)
- Altura: 6,4 m (20,9 ft)
- Superficie alar: 119,2 m² (1283,1 ft²)
- Peso vacío: 4150 kg (9146,6 lb)
- Peso máximo al despegue: 6595 kg (14 535,4 lb)
- Planta motriz: 2× motor lineal W12 refrigerado por agua Napier Lion IIIB.
  - Potencia: 336 kW (463 HP; 457 CV) cada uno.
- Hélices: 1× bipala de paso fijo por motor.

### Rendimiento
- Velocidad máxima operativa (Vno): 169 km/h (105 MPH; 91 kt)
- Alcance: 8-9 h
- Techo de vuelo: 2760 m (9055 ft)

### Armamento
- Ametralladoras: 

  - 3x Lewis de 7,7 mm
- Bombas: Hasta 472 kg

## Aeronaves relacionadas

### Desarrollos relacionados
- Felixstowe F.3
- Felixstowe F.5
- Fairey N.4

### Aeronaves similares
- Boeing XPB
- Naval Aircraft Factory PN
- Short Cromarty
- Supermarine Swan
- Supermarine Southampton
- Vickers Valentia